# 索马里兰护照
索馬里蘭護照是由索馬里蘭共和國移民局簽發予其國民作出境之用的護照。雖然索馬利蘭共和國仍未獲得國際社會廣泛承認其獨立地位（現時國際承認索馬里蘭為索馬利亞聯邦共和國的一部分），但已有一些國家在索馬里蘭設立代表處並承認其護照。

## 國際承認
持有索马里兰旅行证件的公民可以前往以下国家：
- 中華民國
- 英国
- 法國
- 比利时
- 土耳其[5]
- 马来西亚
- 沙烏地阿拉伯
- 阿联酋[6]
- 衣索比亞
- 坦桑尼亚
- 南非
- 尚比亞[7]
- 南蘇丹

## 种类
索马里兰护照有多种类型：

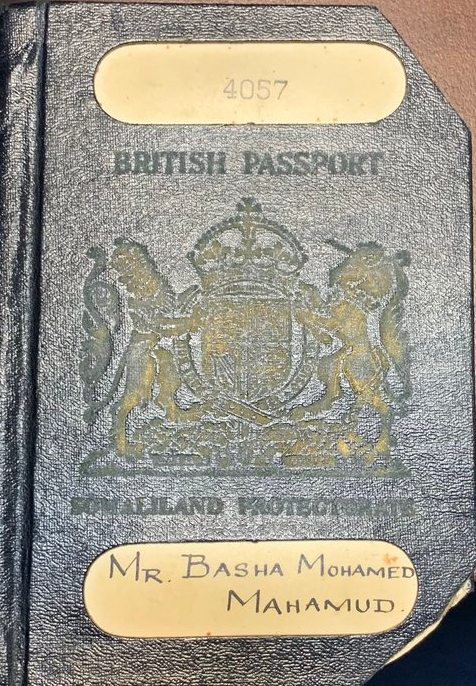
以前簽發的英属索马里兰护照

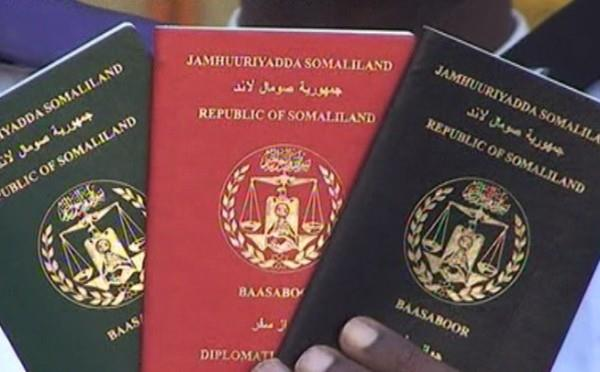
不同類型的索马里兰护照。

- 普通护照（黑色封面） ：发给索马里兰公民。
- 特别护照（绿皮封面） ：发给国民议会议员，政府议员。
- 外交护照（红色封面） ：颁发给在国外服务的外交官以及服务期间高级行政部门及其家人的高级官员。